# K-12 (альбом)
K-12 — другий студійний альбом американської співачки Мелані Мартінес. Він був випущений разом із однойменним фільмом 6 вересня 2019 року на Atlantic Records.
Альбом дебютував на третьому місці в чарті Billboard 200 із 57 тисячами проданих копій за перший тиждень. 
Для просування альбому Мелані вирушила в тур K-12, що складався з трьох частин. Він розпочався 13 жовтня 2019 року і закінчився 24 липня 2020 року.

## Створення
Мартінес почала писати альбом у 2015 році. У 2017 році в інтерв’ю Billboard Мартінес розповіла, що робота над її другим альбомом, який на той час не мав назви, була завершена. Також Мелані оголосила, що альбом буде супроводжуватися фільмом, який режисерувала сама співачка. У лютому 2019 року в дописі в Instagram Мартінес написала, що альбом, швидше за все, буде випущений наприкінці літа, і що жоден сингл не буде випущений раніше.
7 січня 2020 року Мелані оголосила в Instagram, що вона випустить мініальбом під назвою After School, який продовжує історію K-12 і буде випущений як його делюкс версія. Мініальбом вийшов 25 вересня 2020 року. Раніше Мартінес також розповіла, що запланувала ще два фільми, обидва з яких будуть супроводжуватися альбомами.

## Просування
16 травня співачка оприлюднила обкладинку альбому через свої акаунти в соціальних мережах,  а також оголосила дату виходу.
18 червня вийшов невеликий ролик, до якого увійшов фрагмент пісні «Nurse's Office».
23 липня був опублікований офіційний трейлер фільму K-12 разом із трек-листом альбому. У ньому розкривається частина сюжету, а в кінці трейлера відтворюється уривок пісні «Show & Tell».
Фільм вийшов в прокат у деяких кінотеатрах лише на один день 5 вересня 2019 року.
Мартінес розпочала тур K-12 на підтримку альбому, який розпочався у Вашингтоні, округ Колумбія.

### Рекламні сингли
До оголошення про те, що композиція «Lunchbox Friends» стане першим офіційним синглом з альбому, Мартінес випустила треки «High School Sweethearts» і «Strawberry Shortcake» як рекламні сингли в липні 2019 року у вигляді вінілу.

## Композція
K-12 здебільшого спродюсував Майкл Кінан, який раніше співпрацював з Мартінес над кількома треками з її попереднього альбому Cry Baby. Трек «Drama Club» був спродюсований постійними співавторами Мартінес, дуетом Kinetics & One Love.
Альбом описують як альтернативний поп, дарк поп, та арт-поп. AllMusic відзначив вплив хіп-хопу та R&B.

## Критичний прийом
К-12 після виходу був схвалений критиками. У позитивній рецензії Майк Васс з Idolator високо оцінив «безперебійну» інтеграцію музики альбому в фільмі та порівняв його візуальний вигляд з фільмами Тіма Бертона та Веса Андерсона. Він заявив, що «Wheels on the Bus», «High School Sweethearts» і «Lunchbox Friends» є найкращими треками альбому.

## Комерція
Незважаючи на те, що жодна пісня з альбому не була випущена як сингл, K-12 дебютував на третьому місці в американському Billboard 200 з 57 000 еквівалентами альбомів, з яких 30 000 були чистими продажами. Це другий альбом Мартінес, що потрапив до десятки найкращих в США. Крім того, він очолив чарт альтернативних альбомів й увійшов до десятки найкращих альбомів у восьми різних країнах, включаючи Велику Британію, Австралію та Канаду. Всього у США було продано 264 900 копій альбому. 

## Трек-лист
| Стандартна версія | Стандартна версія         | Стандартна версія                            | Стандартна версія  | Стандартна версія |
| #                 | Назва                     | Автор                                        | {{{extra_column}}} | Тривалість        |
| ----------------- | ------------------------- | -------------------------------------------- | ------------------ | ----------------- |
| 1.                | «Wheels on the Bus»       | Melanie Martinez Michael Keenan Emily Warren |                    | 3:40              |
| 2.                | «Class Fight»             |                                              |                    | 2:41              |
| 3.                | «The Principal»           |                                              |                    | 2:56              |
| 4.                | «Show & Tell»             |                                              |                    | 3:35              |
| 5.                | «Nurse's Office»          |                                              |                    | 3:22              |
| 6.                | «Drama Club»              | Martinez Jeremy Dussolliett Tim Sommers      | One Love           | 3:45              |
| 7.                | «Strawberry Shortcake»    | Martinez Keenan Warren                       |                    | 3:04              |
| 8.                | «Lunchbox Friends»        |                                              |                    | 2:49              |
| 9.                | «Orange Juice»            |                                              |                    | 3:37              |
| 10.               | «Detention»               |                                              |                    | 3:56              |
| 11.               | «Teacher's Pet»           |                                              |                    | 4:01              |
| 12.               | «High School Sweethearts» |                                              |                    | 5:11              |
| 13.               | «Recess»                  | Martinez Keenan Warren                       |                    | 3:50              |
| 46:27             |                           |                                              |                    |                   |

| Делюкс версія з бонусними треками | Делюкс версія з бонусними треками | Делюкс версія з бонусними треками                                                          | Делюкс версія з бонусними треками | Делюкс версія з бонусними треками |
| #                                 | Назва                             | Автор                                                                                      | {{{extra_column}}}                | Тривалість                        |
| --------------------------------- | --------------------------------- | ------------------------------------------------------------------------------------------ | --------------------------------- | --------------------------------- |
| 14.                               | «Notebook»                        |                                                                                            |                                   | 2:30                              |
| 15.                               | «Test Me»                         |                                                                                            |                                   | 2:54                              |
| 16.                               | «Brain & Heart»                   | Martinez Keenan Rodney Jerkins Fred Jerkins III LaShawn Daniels Cory Rooney Jennifer Lopez |                                   | 3:23                              |
| 17.                               | «Numbers»                         |                                                                                            |                                   | 4:39                              |
| 18.                               | «Glued»                           |                                                                                            |                                   | 3:12                              |
| 19.                               | «Field Trip»                      |                                                                                            |                                   | 3:00                              |
| 20.                               | «The Bakery»                      | Martinez Blake Slatkin                                                                     | Slatkin                           | 2:34                              |
| 67:19                             |                                   |                                                                                            |                                   |                                   |

Цікаві примітки
- Пісня «Fire Drill» з’являється під час титрів фільму, але не входить до альбому.
- «Wheels on the Bus» є семплом дитячої пісні «The Wheels on the Bus», написаної Верною Хіллз.
- «Brain & Heart» містить інтерполяцію «If You Had My Love» Дженніфер Лопес[26].
- «Fire Drill» є зразком дитячої пісні «Do Your Ears Hang Low?», написаної Джорджем Вашингтоном Діксоном.